# Municipio de Perham
El municipio de Perham (en inglés: Perham Township) es un municipio ubicado en el condado de Otter Tail en el estado estadounidense de Minnesota. En el año 2010 tenía una población de 827 habitantes y una densidad poblacional de 9,75 personas por km².

## Geografía
El municipio de Perham se encuentra ubicado en las coordenadas 46°35′10″N 95°36′21″O / 46.58611, -95.60583. Según la Oficina del Censo de los Estados Unidos, el municipio tiene una superficie total de 84.85 km², de la cual 79,51 km² corresponden a tierra firme y (6,29 %) 5,34 km² es agua.

## Demografía
Según el censo de 2010, había 827 personas residiendo en el municipio de Perham. La densidad de población era de 9,75 hab./km². De los 827 habitantes, el municipio de Perham estaba compuesto por el 98,07 % blancos, el 0,24 % eran afroamericanos, el 0,48 % eran amerindios, el 0,6 % eran de otras razas y el 0,6 % eran de una mezcla de razas. Del total de la población el 1,57 % eran hispanos o latinos de cualquier raza.